# Calçotada

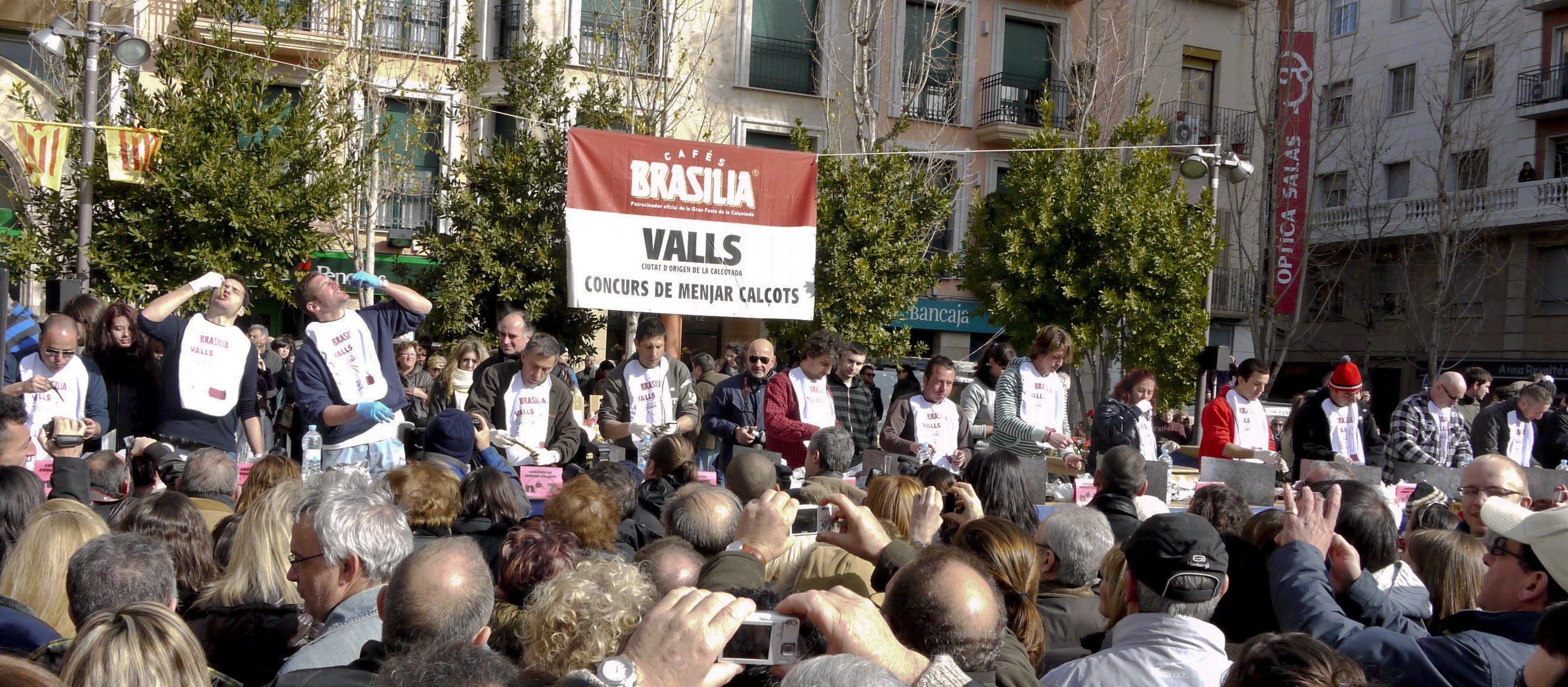
Tävling i calçotada-ätning, vid den 31:a Calçotadafestivalen i Valls, 2012

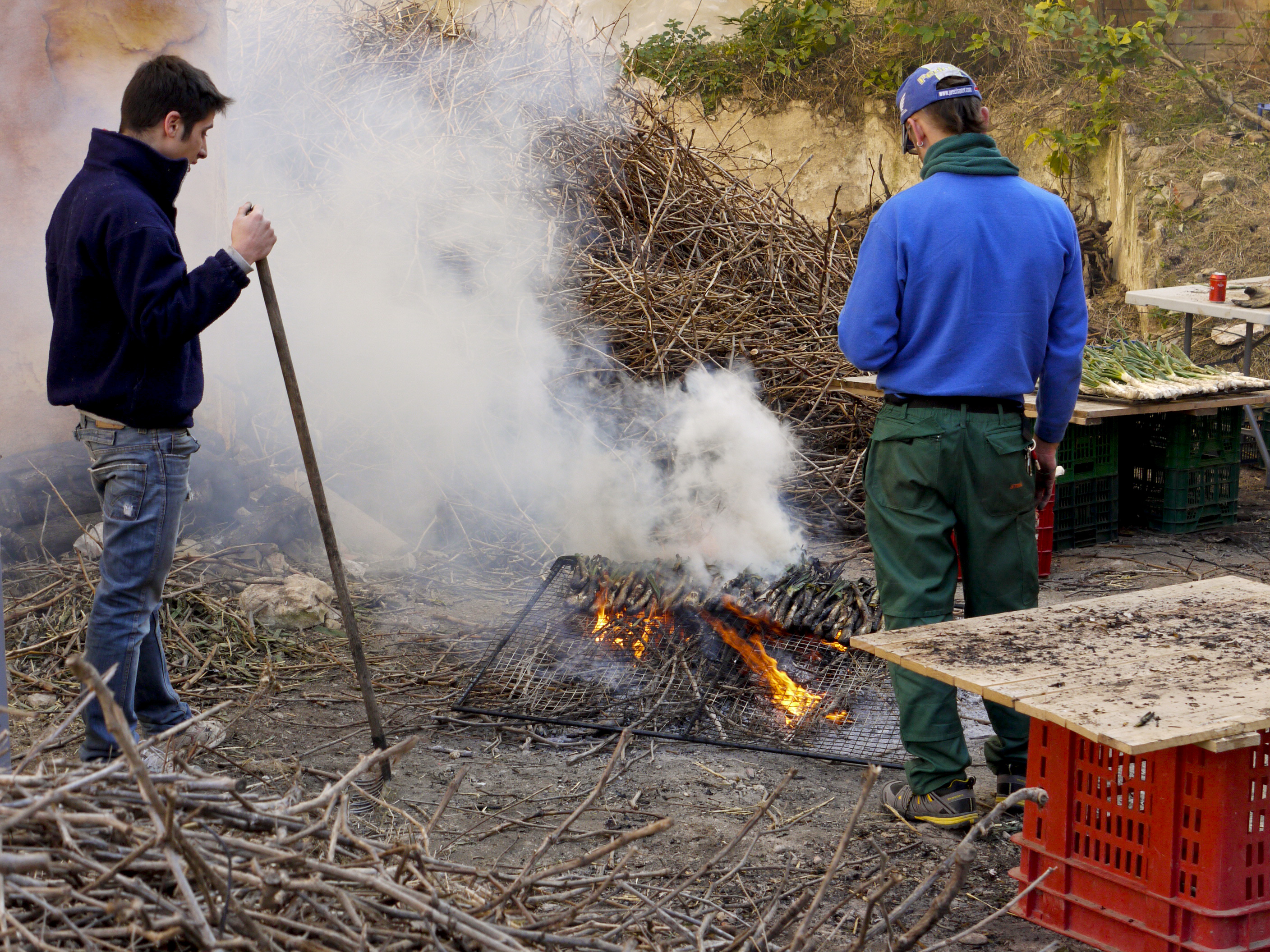
Tillagning av calçots över öppen eld.

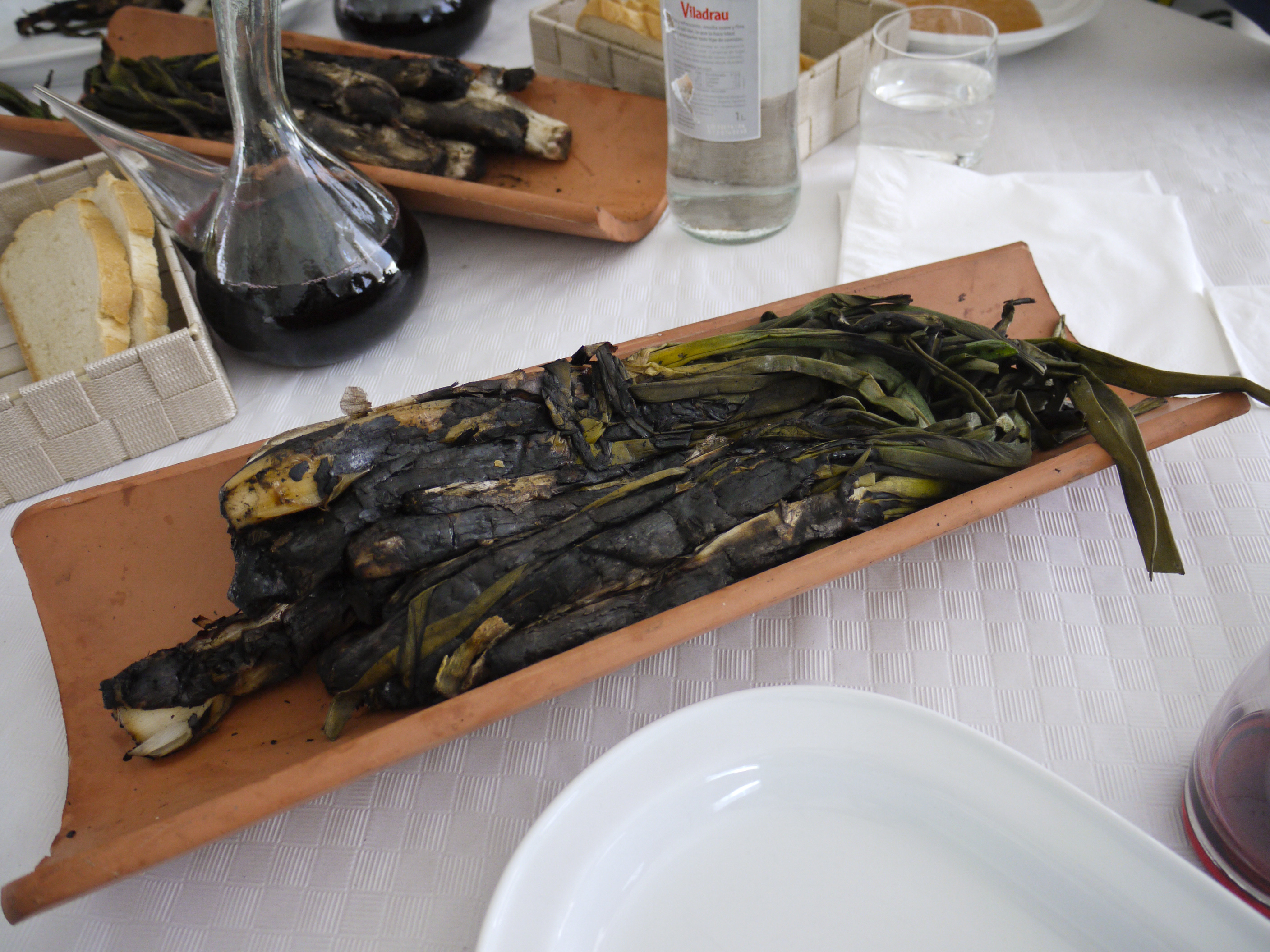
Calçots serveras som förrätt på en tegelpanna

Calçotada är en typisk maträtt i västra delen av Katalonien. Den härstammar från staden  Valls, i comarcan Alt Camp, och under de senaste decennierna har den brett ut sig och man kan äta den i nästan varje del av Katalonien under slutet av vintern och början av våren. Calçots, en variant av söt lök som odlas speciellt för detta ändamål, grillas direkt över öppen eld på grenar av vin. Calçotadan äter man med händerna, och doppar den i en speciell sås, la salvitxada, liknande romescon. Samtidigt brukar man utnyttja eldarna för att grilla kött eller korv som andra rätt. 

## Karakteristika
Rätt grillat, är lökens yttre del förkolnad, och lämnar det inre mjällt och krämigt. Traditionellt brukar calçotadan serveras på en tegelpanna eller den lindas in i tidningspapper för att hålla sig varm.
Proceduren när man äter – man tar lökstjälken med handen – gör det oundvikligt att man fläckar ner sig. Därför är det vanligt att man sätter på sig en stor haklapp.
Perioden då man brukar kunna få smaka calçots är under vintermånaderna och våren.
Det är vanligt att komplettera calçots med en god katalansk cava och med något vin från området (tillsammans med den andra rätten, som enligt några purister ska vara "botifarra amb mongetes").

## Traditionsrik fest
I slutet av januari äger den traditionella festen rum  i staden Valls till calçotadans ära: ”Gran Festa de Calçotada”. Då visar producenterna upp sina lökar och får dem bedömda. Marknadsstånd, tillagning och provsmakning, uppvisning med castell, parad med caputxins, tävling i calçotada-ätning med mera samlar cirka 35 000–40 000 besökare.
Rekordet i calçotada-ätning innehas sedan 2009 av Ramon Forès från Valls med 3755 gram (306 st calçots)